# 나가사카역
나가사카역(일본어: 長坂駅)은 일본 야마나시현 호쿠토시에 있는 역이다. 동일본 여객철도이 관할하는 주오 본선이 지난다.
특급 열차가 일부 정차한다.

## 타는 곳
| 1 | ■주오 본선 | 고후・오쓰키・하치오지・신주쿠 방면 |
| 2 | ■주오 본선 | 고부치자와・가미스와・마쓰모토 방면 |

## 인접 역
| 동일본 여객철도 주오 본선 | 동일본 여객철도 주오 본선 | 동일본 여객철도 주오 본선 |
| ------------------------- | ------------------------- | ------------------------- |
| 히노하루 다치카와 방면    | ■ 주오 본선 보통          | 고부치자와 마쓰모토 방면  |